# Eucyclopera carpintera
Eucyclopera carpintera är en fjärilsart som beskrevs av William Schaus 1910. Eucyclopera carpintera ingår i släktet Eucyclopera och familjen björnspinnare. Inga underarter finns listade i Catalogue of Life.